# ألما هاسانيتش جريزوفيتش
ألما هاسانيتش جريزوفيتش (بالنرويجية: Alma Grizovic‏) مواليد 13 مايو 1989 في البوسنة والهرسك، هي لاعبة كرة يد نرويجية مونتينيغرية تلعب كحارس مرمى. مثلت كل من منتخب النرويج لكرة اليد للسيدات ومنتخب الجبل الأسود لكرة اليد للسيدات.

## سجل المنافسة
شاركت في البطولات التالية:
- بطولة العالم لكرة اليد للسيدات 2015

## الإنجازات
- بطولة النرويج:
  - الفوز: 2013/2014، 2014/2015، 2015/2016
- كأس النرويج:
  - الفوز: 2013، 2014، 2015

## روابط خارجية
- ألما هاسانيتش جريزوفيتش على موقع الاتحاد الأوروبي لكرة اليد (الإنجليزية)
- ألما هاسانيتش جريزوفيتش على موقع الاتحاد النرويجي لكرة اليد (النرويجية)